# 中信百信银行
中信百信银行股份有限公司（簡稱：百信銀行，aiBank），是中華人民共和國境內首家获批成立的独立法人形式的直销银行，系继腾讯微众银行、阿里网商银行、小米新网银行之后，中国大陆第四家互联网银行。由中信银行股份有限公司与福建百度博瑞网络科技有限公司于2015年11月18日联合发起、2016年12月30日获得银监会正式批复开始筹建、2017年8月15日，获银监会开业批复。最终于2017年9月5日正式注册成立，其注册资本为20亿人民币。2017年11月18日在北京正式开业。其市场定位是“为百姓理财，为大众融资，发展普惠金融，服务实体经济”。
百信银行是银监会探索部分业务板块和条线子公司制改革设想以来落地的创新试点方案。中信银行行长李庆萍称，“百信银行”不是单纯在金融平台上销售理财产品，其定位是银行平台。百度董事长兼首席执行官李彦宏表示，移动互联网时代，“连接人与服务”已经成为百度的战略重点，百信银行开辟了中国“互联网+金融”的新时代，他认为百信银行的模式能给中国互联网金融提供一个有价值的样本和范例。

## 歷史沿革
2015年11月17日，中信银行发布公告，审议通过了《关于设立直销银行公司的议案》，中信董事会同意拟与百度合作共同设立拟定名称为“百信银行股份有限公司”的直销银；

2015年11月18日，中信集团与百度公司在钓鱼台国宾馆联合宣布双方达成战略合作，中信集团旗下中信银行与百度联合组建百信银行；

2017年1月5日，中信银行发布公告称，银监会同意在北京筹建中信百信银行股份有限公司，银行类别为有限牌照商业银行，以独立法人形式开展直销银行业务，中信银行与福建百度博瑞网络科技有限公司作为发起人，分别认购百信银行14亿股、6亿股普通股股份，入股比例分别为70%、30%；

2017年8月21日，中信百信银行股份有限公司筹备组收到《中国银监会关于中信百信银行股份有限公司开业的批复》，同意中信百信银行股份有限公司开业，其注册资本为20亿元人民币，法定代表人为李庆萍；

2017年9月5日，中信百信银行股份有限公司在北京市工商行政管理局朝阳分局正式登记注册，注册地点为北京市朝阳区安定路5号院3号楼8层。
2017年11月18日，在北京宣布正式开业。

## 主营业务
- 吸收公众存款（主要是个人及小微企业存款）；
- 主要针对个人及小微企业发放短期、中期和长期贷款；
- 通过电子渠道办理国内外结算；
- 办理电子票据承兑与贴现；
- 发行金融债券；
- 经国务院银行业监督管理机构批准的其他业务等。